# 古川橋駅
古川橋駅（ふるかわばしえき）は、大阪府門真市末広町にある、京阪電気鉄道京阪本線の駅。駅番号はKH14。

## 歴史

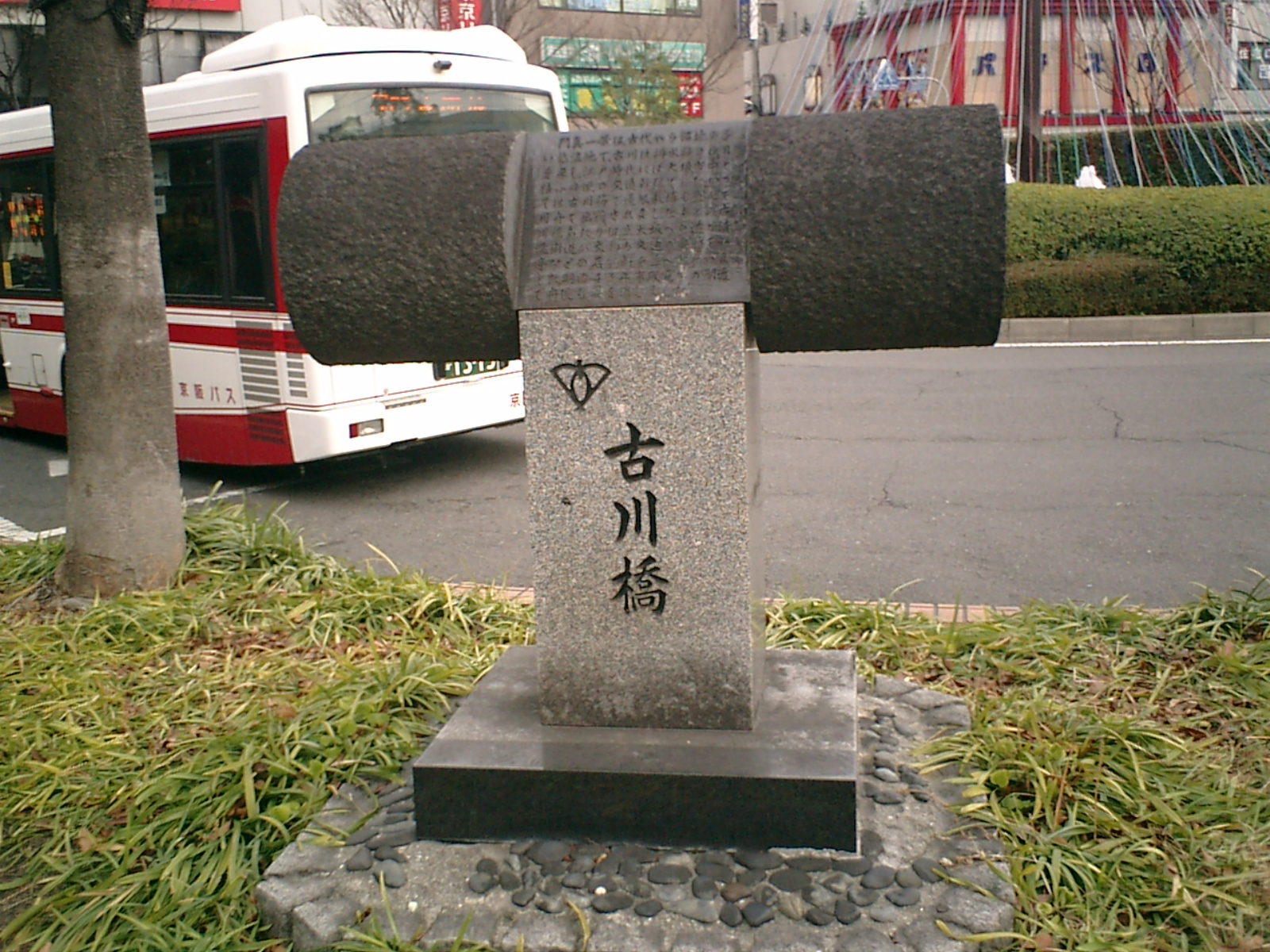
古川橋駅前に建立されている古川橋の記念碑（2006年1月）

京阪本線開通と同時に開業した駅で、開業時門真駅-古川橋駅-萱島駅間は3か所の併用軌道区間と専用軌道が混在する区間だった。1931年（昭和6年）に併用軌道区間は専用軌道に改められた。
1970年代に入り、沿線人口の増加に伴う京阪本線の利用客増加に対応するため、京阪本線では複々線高架化工事が開始され、まず地上の在来線の南側に複線高架橋を造り立体交差化。そののちに地上線を撤去した跡に高架橋を造って複々線高架化する手順で行われた。
古川橋駅では、まず1977年7月に大阪方面行きの線路（現在・外側のB線部分）とそのホームが高架化が完成、続けて現在の大阪方面行きA線になっている部分が造られ、1978年7月の京都方面行き線路は高架化した時は現在の京都方面行き中央のA線の線路部分の上にプラットホームを仮設、地上線跡に高架橋を建設された。仮設ホームは1980年2月2日の終列車後・始発までの間に撤去、同年2月3日の始発から京都行きホームも現在のホームを使用を開始した。
複々線高架化後、高架下にショッピングモールや駐輪場が建設された。その後も駅利用者の利便性向上に空調付き待合室の設置、バリアフリー対策も兼ねてエレベーターや車イス対応しオムツ交換台を備えた多目的トイレが設置された。

### 年表
- 1910年（明治43年）4月15日：京阪本線開通と同時に開業。
- 1931年（昭和6年）7月21日：駅周辺の併用軌道区間が専用軌道になる[2]。
- 1943年（昭和18年）10月1日：会社合併により京阪神急行電鉄（現・阪急電鉄）の駅となる。
- 1945年（昭和20年）
  - 9月15日：営業休止[4]。
  - 11月7日：営業再開[4]。
- 1949年（昭和24年）12月1日：会社分離により京阪電気鉄道の駅となる。
- 1967年（昭和42年）11月10日：下り改札口設置、使用開始[4]。
- 1968年（昭和43年）11月10日：構内旅客通路を大阪方へ移設[4]。
- 1972年（昭和47年）7月9日：構内地下道を新設、使用開始。構内旅客通路を廃止[4]。
- 1977年（昭和52年）7月24日：下り線（大阪方面行き）が高架化される[3]。
- 1978年（昭和53年）7月30日：上り線（京都方面行き）が大阪方面行きA線を使用して高架化、複線高架される[3]。
- 1980年（昭和55年）
  - 2月3日：上り線（京都方面行き）が2線高架となる（京都方面行き2線・大阪方面行き1線）[3]。
  - 3月16日：高架複々線化[3]。
- 1986年（昭和61年）9月19日：高架下にショッピングモール「エル古川橋」（現：「コア古川橋」）営業開始[5]。
- 1989年（平成元年）2月15日：「東駐輪場」営業開始・同月20日「西駐輪場」営業開始[6]。
- 1993年（平成5年）8月2日：上下線のホーム待合室冷房化[7]。
- 1998年（平成10年）：駅構内に大和銀行がATMを設置[8]。
- 2007年（平成19年）12月：上下各ホームとコンコース間、改札前と地上間のエレベーターの、計3機設置。
- 2008年（平成20年）12月15日：プラットホームに異常通報ボタンを設置、運用開始。

## 駅構造

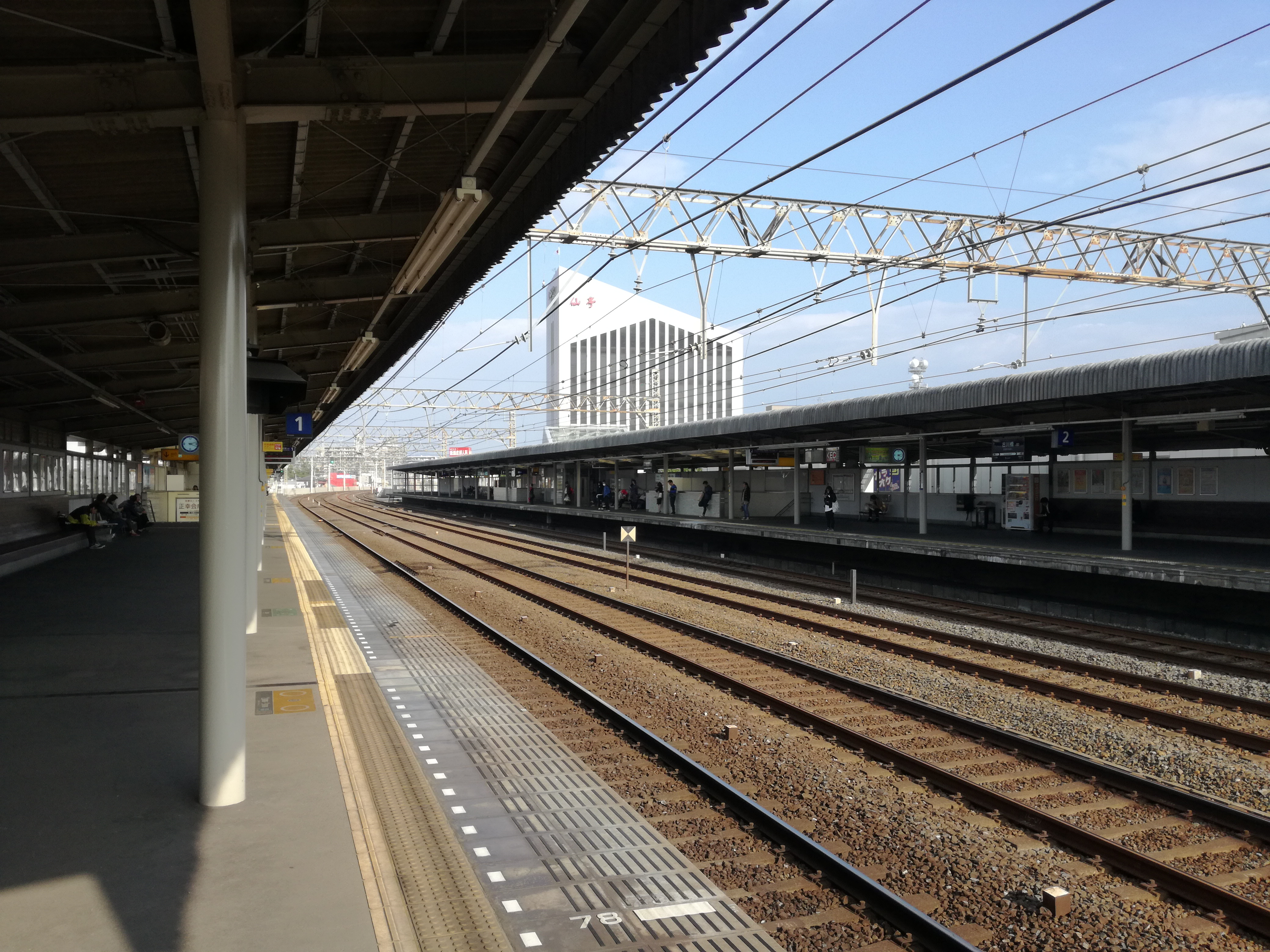
ホーム（2019年11月）

通過線2本を挟んだ相対式2面2線のホームを持つ高架駅である。改札・コンコースは2階、ホームは3階にある。改札口は1か所のみ。改札外にコンビニ（アンスリー）・ロッテリア・ドトールコーヒーがある。
2007年12月に上下各ホームとコンコースを結ぶエレベーター及び改札前と地上を結ぶエレベーターの計3機が設置された。

### のりば
| 番線 | 路線      | 方向 | 行先                 |
| ---- | --------- | ---- | -------------------- |
| 1    | ■京阪本線 | 上り | 三条・出町柳方面     |
| 2    | ■京阪本線 | 下り | 淀屋橋・中之島線方面 |

付記事項
- 両ホームとも有効長は8両。1・2番線の間に通過線（A線）がある。通過線にホームはなく、複々線の外側2線（B線）にのみホームがある。
- 接近放送は主要駅並みに細かい内容となっており、2008年4月より番線表示が付与された。

## 利用状況
2022年（令和4年）度の特定日における1日の乗降人員は18,292人である。門真運転免許試験場への最寄りということもあり、普段からの利用が多い。
各年度の特定日における1日乗車・乗降人員数は下表のとおり。
| 年度   | 特定日   | 特定日   | 出典   |
| 年度   | 乗降人員 | 乗車人員 | 出典   |
| ------ | -------- | -------- | ------ |
| 1995年 | 34,415   | 17,107   | [ 10 ] |
| 1996年 | -        | -        | [ 11 ] |
| 1997年 | -        | -        | [ 12 ] |
| 1998年 | 30,165   | 15,413   | [ 13 ] |
| 1999年 | -        | -        |        |
| 2000年 | 29,745   | 14,938   | [ 14 ] |
| 2001年 | -        | -        |        |
| 2002年 | 28,978   | 14,542   | [ 15 ] |
| 2003年 | 29,547   | 14,799   | [ 16 ] |
| 2004年 | 27,460   | 13,755   | [ 17 ] |
| 2005年 | 27,026   | 13,437   | [ 18 ] |
| 2006年 | 25,990   | 12,967   | [ 19 ] |
| 2007年 | 25,472   | 12,805   | [ 20 ] |
| 2008年 | 24,944   | 12,446   | [ 21 ] |
| 2009年 | 24,330   | 12,089   | [ 22 ] |
| 2010年 | 24,069   | 12,078   | [ 23 ] |
| 2011年 | 23,444   | 11,748   | [ 24 ] |
| 2012年 | 22,712   | 11,376   | [ 25 ] |
| 2013年 | 22,123   | 11,078   | [ 26 ] |
| 2014年 | 22,331   | 11,208   | [ 27 ] |
| 2015年 | 21,930   | 11,006   | [ 28 ] |
| 2016年 | 22,118   | 11,036   | [ 29 ] |
| 2017年 | 21,953   | 10,960   | [ 30 ] |
| 2018年 | 21,682   | 10,893   | [ 31 ] |
| 2019年 | 21,929   | 10,978   | [ 32 ] |
| 2020年 | 19,560   | 9,820    | [ 33 ] |
| 2021年 | 17,840   | 8,911    | [ 34 ] |
| 2022年 | 18,292   | 9,165    | [ 35 ] |

## 駅周辺
- アンスリー古川橋店
  - 前述した駅施設内に設置されているアンスリー（古川橋コンコース店）とは別に、駅南側にある店舗。
- そよら古川橋駅前
  - 旧ダイエー古川橋駅前店→イオン古川橋駅前店。かつては北西にダイエー古川橋店もあった。
- コア古川橋（高架下のショッピングモール）
  - かつてはエル古川橋の名称であった。
- 門真市民文化会館ルミエールホール
- 関西フィルハーモニー管弦楽団事務局
- 門真市役所
- 門真郵便局
- 門真古川橋郵便局
- 三井住友銀行門真支店・守口支店・守口市駅前出張所
- スギ薬局古川橋店
- 摂南総合病院
- 大阪府門真警察署
- タイガー魔法瓶本社
- 門真市立第一中学校
- 門真運転免許試験場 バスもあるが徒歩で約15分。
- LOUNGE & BOWL B-lax（ラウンジ & ボウル B-lax）
  - ボウリング場にスポーツバーを併設した店舗。古川橋駅より徒歩5分。旧ブランズウィックスポルト古川橋ボウル。
- 幸福本通商店街
- 古川橋本通商店街

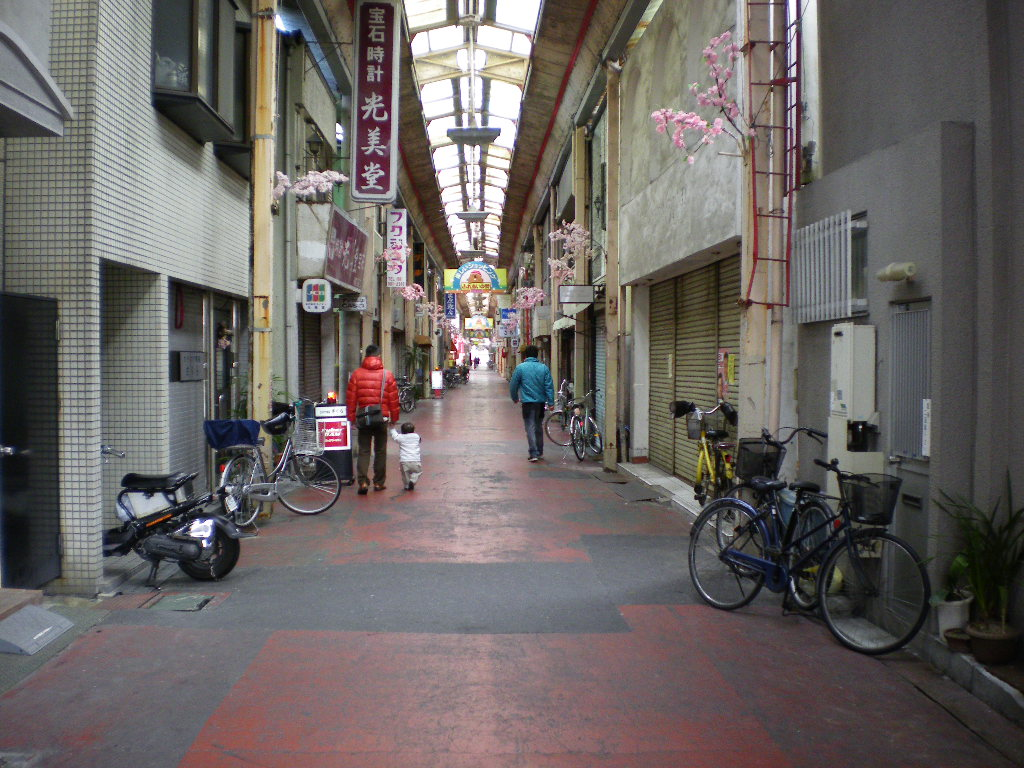
幸福本通商店街。詳細な時期は不明だが、2023年までには取り壊された。
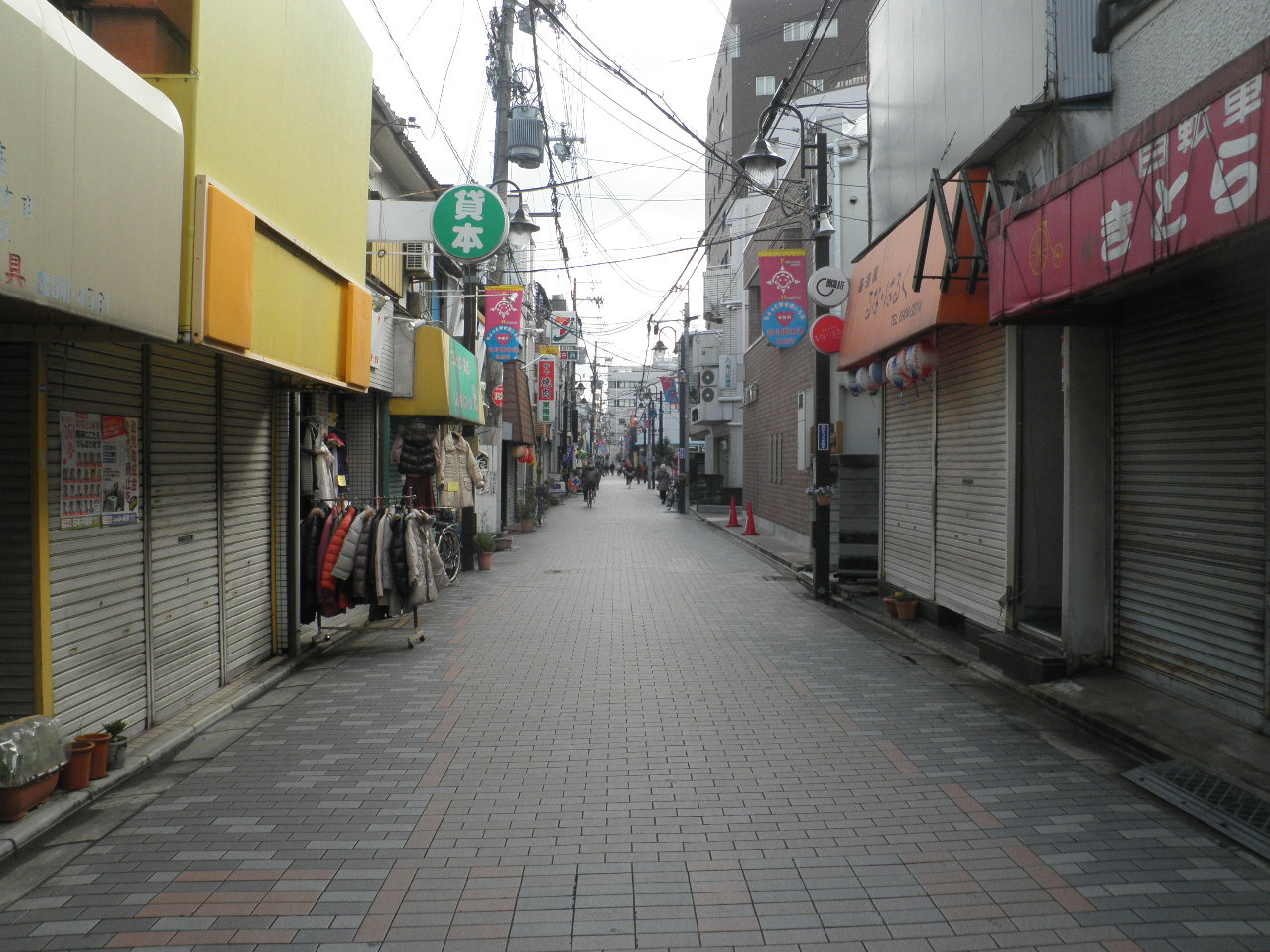
古川橋本通商店街
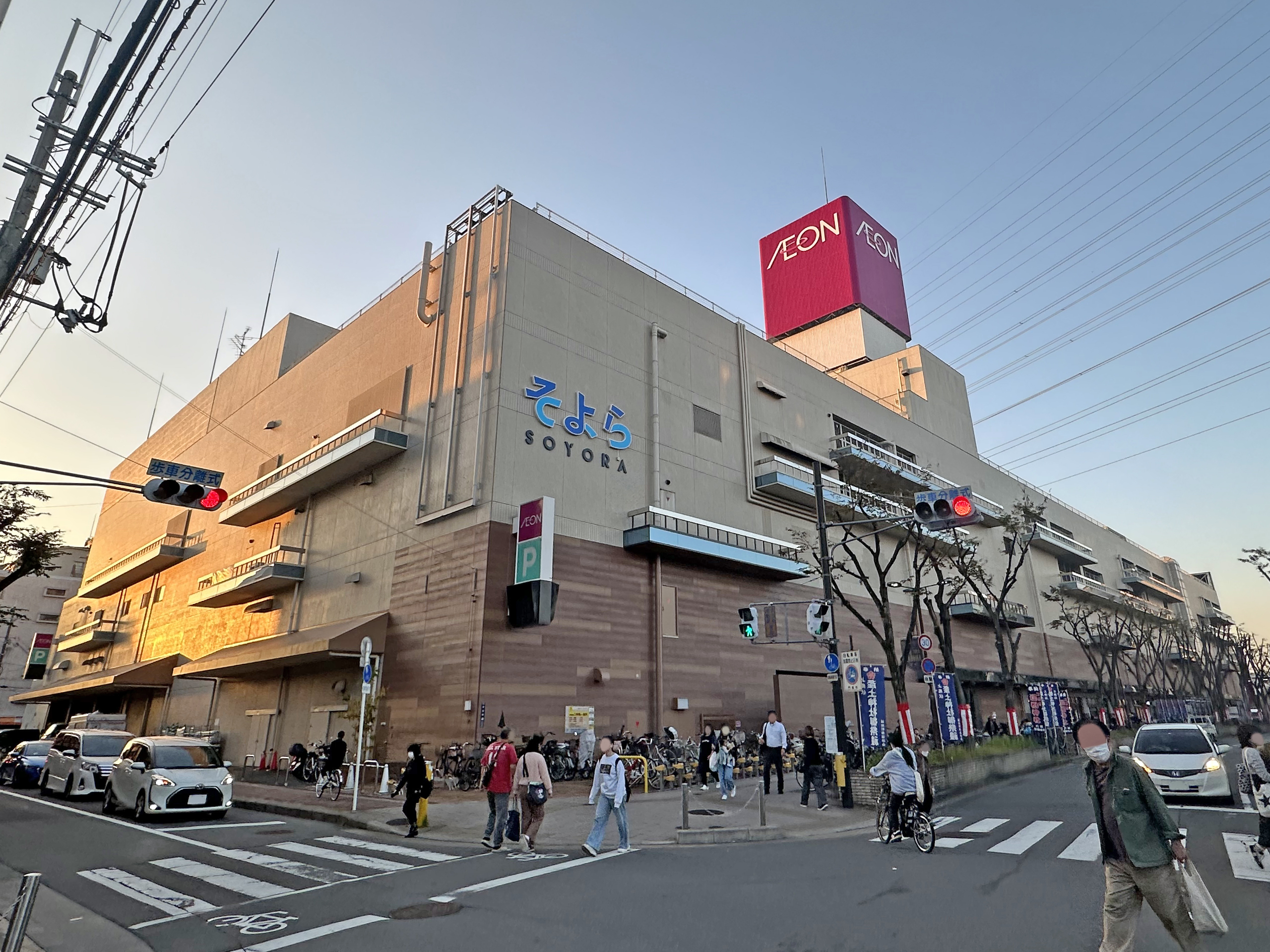
そよら古川橋駅前

## バス路線
南ターミナルから京阪バスが運行。停留所名は「古川橋駅」。
かつては北ターミナルからも発着していたが2023年中に廃止された。
- 5号経路 免許試験場・門真団地行き（免許試験場止まりが大半）

## その他
- 2000年頃までは車内放送の際に駅名の後に「自動車試験場前」と呼称していた。現在は、「自動車試験場へお越しのお客様は、当駅で京阪バスにお乗換え下さい」と云った補足放送がされている。
- 1950年代後半、古川橋駅大阪側の門真6号踏み切りで人身事故が続いた。その後「運転士が確かに飛び込み自殺を轢いた」というのに遺体が見あたらないという事故が発生、さらにその後、古川橋駅の改札係が改集の札を外しに行くころ、幽霊が出て声をかけると噂が立ち、当該駅員がノイローゼに倒れた[36]との逸話が存在する。

## 隣の駅
京阪電気鉄道
京阪本線
■快速特急「洛楽」・□ライナー・■特急・■通勤快急・■快速急行・■急行・■通勤準急・■準急
通過
■区間急行・■普通
門真市駅 (KH13) - 古川橋駅 (KH14) - 大和田駅 (KH15)
- 括弧内は駅番号を示す。